# 後藤幸三 (実業家)

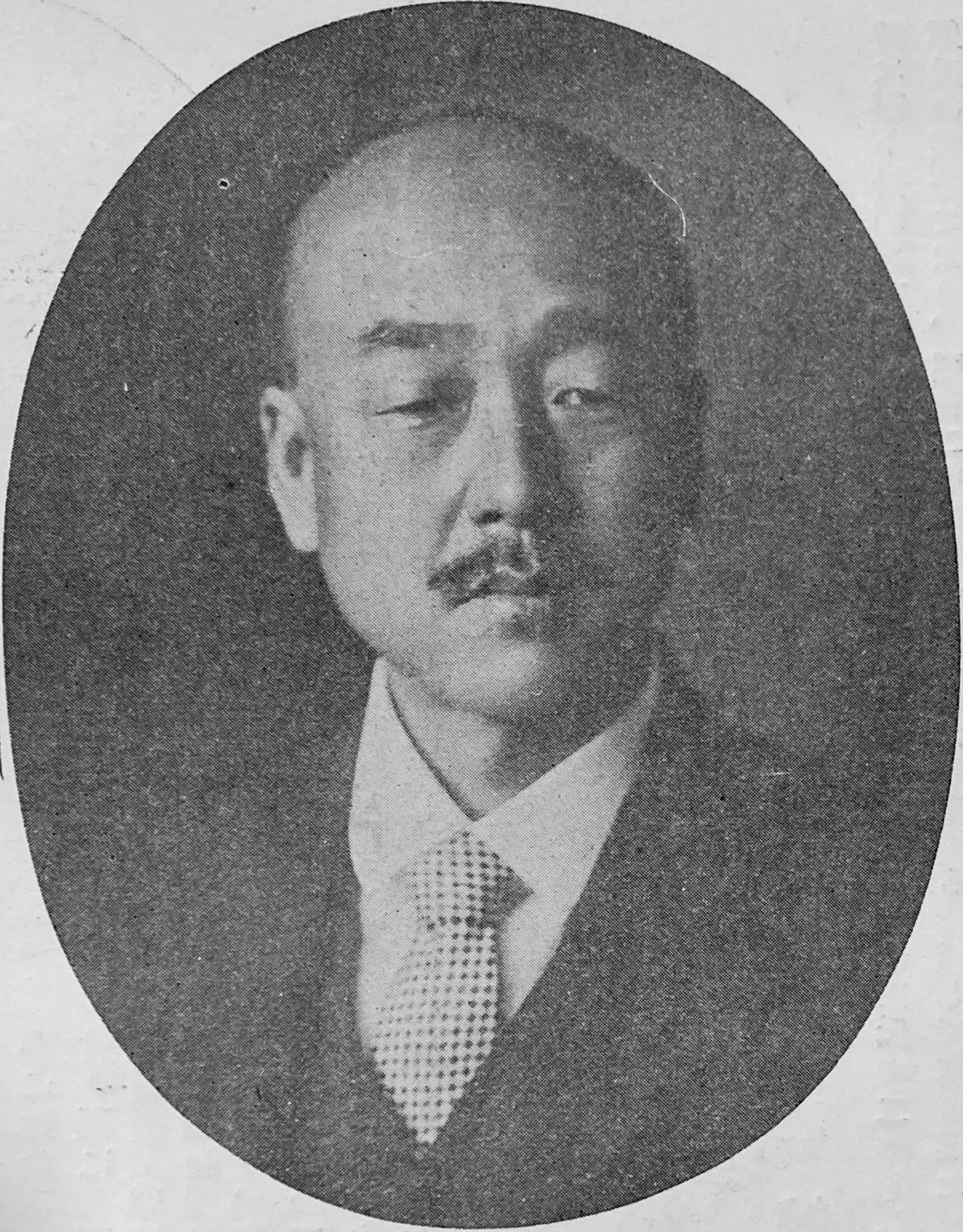
後藤幸三の肖像写真（1928年以前）

後藤 幸三（ごとう こうぞう、1881年〈明治14年〉6月22日 - 1977年〈昭和52年〉7月9日）は、大正・昭和期に愛知県名古屋市を拠点に活動した実業家である。株式相場で財を成した後藤安太郎の長男で、日本車輌製造社長や中央製作所社長をはじめ多数の会社役員を務めた。
美術品収集家でもあり、死後の1978年（昭和53年）になって自邸跡に美術品を一般公開する「昭和美術館」が開館した。

## 経歴

### 明治・大正期
1881年（明治14年）6月22日、岐阜県海津郡今尾町（現・海津市）出身。後藤安太郎の長男として生まれた。後藤は1904年（明治37年）7月に京都の第三高等学校を卒業し、1908年（明治41年）7月に東京帝国大学法科大学政治学科を卒業した。
大学卒業後は名古屋に戻り実業界に入った。1911年（明治44年）6月、父・安太郎が株式を買収して筆頭株主となっていた鉄道車両メーカー日本車輌製造の監査役に就任。同年12月鉄道会社名古屋電気鉄道の監査役となり、翌1912年（大正元年）12月には電力会社の名古屋電灯でも監査役に選ばれた。1913年（大正2年）11月に名古屋株式取引所の理事にも就任している。新設会社では、1912年10月信託会社として愛知信託が設立されると取締役に、1913年5月酸素ガス製造を目的に名古屋酸素が設立されると取締役社長に就任した。愛知信託においても設立を主唱した西浦猪三郎が死去すると後任社長として経営にあたる立場となった。
1917年（大正6年）12月、名古屋電気鉄道で監査役から取締役へ転ずる。同社市内線の市営化に際し郊外路線を分離した新会社・名古屋鉄道（名鉄）の設立にも発起人の一員として参画し、1921年（大正10年）7月の会社設立と同時に取締役となった。1918年（大正7年）12月には名古屋電灯でも取締役へ移る。名古屋電灯の後身にあたる大手電力会社東邦電力でも引き続き取締役に選ばれ、以後1927年（昭和2年）5月まで在任した。なお名古屋電灯時代の1916年（大正5年）8月に同社の子会社として設立された電気製鋼所（後の木曽川電力）の監査役にも入っている。

### 昭和期
1926年（大正15年）12月、監査役を務めていた日本車輌製造にて取締役へと異動し、翌1927年（昭和2年）2月12日付で社長に就任した。技術者出身の第5代社長天野七三郎が急死した後、同社社長は人選の難航でしばらく空席となっていたが、不況下で経営実務に明るい人物を据えたいという元社長瀧定助の意向により、資本家重役として関係していた後藤が第6代社長に選ばれたという経緯がある。ただし1929年（昭和4年）2月になり鉄道省の技術者秋山正八が常務取締役として招聘されると、以後後藤は会社の経営を秋山に委ねるようになった。1930年代に入って会社の業績が回復したことから、後藤は副社長の三瓶勇佐に譲る形で1934年（昭和9年）12月に取締役社長から退任した。なお社長在任中の1929年10月に名古屋株式取引所の理事を辞任している。
1936年（昭和11年）4月、名古屋に株式会社中央製作所が設立される。同社は第八高等学校教授椎尾詷が発明した「ベルトーロ整流器」の製品化を目的に立ち上げられた会社で、後藤が初代社長に就いた。機械工業界ではさらに翌1937年（昭和12年）12月、経営陣の充実を目指す大阪の電気溶接機メーカー大阪電気（1926年設立）に招かれ同社の取締役会長となった。また1939年（昭和14年）5月、大株主の立場で航空機メーカー立川飛行機の取締役に就いている。
太平洋戦争中の1942年（昭和17年）11月、中部配電（現・中部電力）への統合で監査役を務める木曽川電力が解散する。1945年（昭和20年）5月には役員改選にあわせ名古屋鉄道取締役を退任した。戦後1948年（昭和23年）時点では会社役員は中央製作所の社長を務めるだけであった。1950年（昭和25年）6月、その中央製作所の社長職も長男の後藤啓一（1911年生）に譲り、同社会長へと退いた。
1977年（昭和52年）7月9日午後8時、名古屋市立大学病院で入院中のところ脳梗塞のため死去した。96歳没。

## 栄典
- 1939年（昭和14年）4月13日 - 紺綬褒章受章（日本赤十字社愛知支部の事業費として1万円を寄付したため）[31]

## 家族
後藤家
- 父・安太郎（1859年 - 1936年）（後藤商事社長、名古屋米穀取引所理事長） - 父・安太郎は岐阜県海津郡今尾町（現・海津市）の農家に生まれ、青年期は不動産投機や米相場に手を出していたが、1891年（明治24年）の濃尾地震を機に名古屋市へと移り株式相場に没頭、財を築いた[32]。
- 妻・はな（1889年 - ?、愛知、八木平兵衛の妹）[1]
- 子[1]

## 美術品収集について

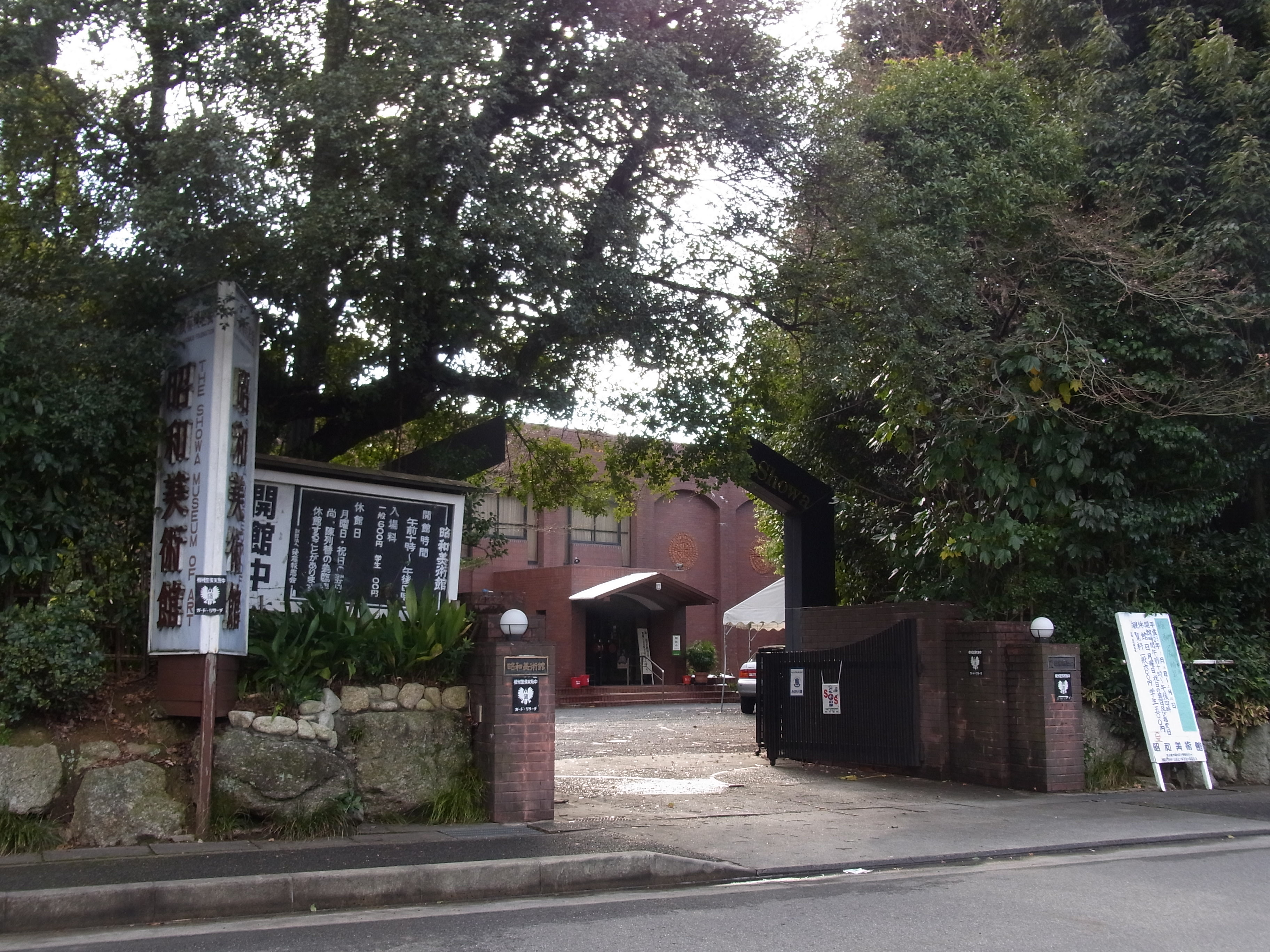
自邸跡に建てられた昭和美術館（2011年）

父の後藤安太郎ともども美術品収集に熱心であった。父とともに買い入れた美術品の一つに古瀬戸尻膨茶入 「伊予簾」がある。また「万葉集」の紀州本（紀州徳川家に伝わる写本）を入手してその複製に取り組み、1941年（昭和16年）に複製本を刊行して大学や図書館などに寄贈した。さらに尾張藩家老渡辺規綱が建てた茶室「捻駕籠の席」を取得して1936年に自邸へと移築した。
晩年には収集した美術品・史料の保存・公開を図るべくこれらを財団法人後藤安報恩会（現・後藤報恩会、父の喜寿を記念し1935年設立）に移し、さらに美術館を建てるべく自邸の土地・建物も報恩会へと寄付した。そして死去1年後の1978年（昭和53年）5月、名古屋市昭和区汐見町に「昭和美術館」が開館した。